# Sad-Film-Paradoxon
Das Sad-Film-Paradoxon setzt sich mit dem scheinbar widersprüchlichen Anreiz des Schauens trauriger Filme auseinander.

## Mary Beth Oliver: Exploring the Paradox of the Enjoyment of Sad Films

### Grundlagen
Das Phänomen wurde erstmals von Mary Beth Oliver in den 1990er Jahren als solches benannt. Als Paradoxon bezeichnete sie das Phänomen, da es vor allem der Mood-Management-Theorie widerspricht. Diese geht von einem hedonistisch geprägten Menschenbild aus und behauptet, dass Menschen bei der Wahl von Medieninhalten vor allem solche auswählen, die einen positiven Einfluss auf ihre Stimmung haben. So erscheint es auf den ersten Blick paradox, dass sich Menschen bewusst traurigen Inhalten aussetzen, die ihre Stimmung negativ zu beeinflussen scheinen. Zillman selbst geht auf diese Problematik ein und stellt die These auf, dass durch den Prozess des Erregungstransfers das Durchleben einer stark negativen Geschichte ein spannungsauflösender Ausgang umso attraktiver erscheint. Oliver problematisiert diese These und verweist darauf, dass nicht alle als unterhaltsam wahrgenommenen traurigen Filme ein positives Ende aufweisen und zudem in einigen Studien die negative Spannung selbst schon als unterhaltsam wahrgenommen wurde.
Einen anderen Weg, das Phänomen zu erklären, benutzt das Konzept von Metaemotionen. Hier wird unterschieden zwischen direkten emotionalen Reaktionen (z. B. Traurigkeit) und Metaerfahrungen, d. h. kognitiv-reflektierenden Reaktionen auf die erste direkte emotionale Reaktion (z. B. Beschämung). Überträgt man dieses Konzept auf das Sad-Film-Paradoxon, so kann man daraus schließen, dass traurige Filme genau dann als positiv wahrgenommen werden, wenn sie positive Reaktionen auf der Metaebene hervorrufen. Ferner sollte – vorausgesetzt, bei einer Person werden positive Metaemotionen durch negative direkte Emotionen hervorgerufen – der Unterhaltungswert mit der Traurigkeit in einem direkt proportionalen Verhältnis stehen. Filme, die also ihrem Anspruch, traurig zu sein, nicht gerecht werden, werden als nicht unterhaltsam wahrgenommen.
Um das Phänomen unter der oben beschriebenen Theorie zu erörtern, führte Oliver drei Studien durch, die aufeinander aufbauten. Dazu entwickelte sie die Sad-Film-Scala (auch SFS), die aus 15 Fragen besteht, die zum einen die Charaktereigenschaft Empathie, zum anderen aber auch direkte und Metaemotionen abfragt.

### Studie 1
In der ersten Studie zeigt sich, dass das Gefallen eines selbstausgewählten Mediums stark mit dessen gefühlter Traurigkeit korreliert. Hierbei zeigen Frauen stärkere Trauer als auch einen stärkeren Gefallen an dieser.
Zudem konnte ein signifikanter korrelativer Zusammenhang zwischen einem hohen Score auf der SFS und dem Gefallen an traurigen Filmen aufgezeigt werden. Ferner zeigten Personen mit einem hohen SFS-Score größeren Gefallen an Romanzen und Dramen, was aber womöglich auch auf die geschlechtsspezifischen Interessen der verschiedenen Gruppen zurückzuführen ist. Ein Item scheint außerdem Zillmans These zu widerlegen. Ein glückliches Ende wurde von den Probanden als negativ für den Gefallen eines traurigen Filmes wahrgenommen.

### Studie 2
Studie zwei diente allein der Untersuchung der Validität und Reliabilität der SFS.

### Studie 3
In der dritten Studie sollte nun ergründet werden, welche Vorhersagen sich aus den SFS-Ergebnissen auf den Gefallen von traurigen Filmen treffen lassen. Dazu wurde den Probanden nach der Bestimmung der SFS ein Film gezeigt und daraufhin evaluiert, welche direkten und welche damit verbundenen Metaemotionen sie während des Schauens durchlebt haben. Es zeigte sich, dass Probanden mit höheren SFS-Scores auch ihren Gefallen an dem Film, ihre positiven Metaemotionen und ihre Traurigkeit höher bewerteten. Außerdem zeigten Probanden bei einem niedrigen SFS-Score auch weniger Gefallen an traurigen und einen größeren Gefallen an fröhlicheren Inhalten.

### Fazit
Die Befunde dieser Studien legen den Schluss nahe, dass das Gefühl der Traurigkeit (zumindest beim Schauen trauriger Filme) verbunden ist mit einer positiven Metareaktion. Hierbei gibt es signifikante Unterschiede zwischen Männern und Frauen, wobei es nicht sicher ist, ob diese aufgrund sozialer Normen („Männer sollen keine Traurigkeit zeigen“) oder anderweitiger Gründe auftreten.

## Merkmale und Beispiele trauriger Filme
Für die Erforschung des Sad Film Paradoxon ist eine Klärung davon, was traurige Filme sind und was sie ausmacht, wichtig. Im allgemeinen Sprachgebrauch werden solche Filme oft als traurig beschrieben, die ihre Zuschauer zu Tränen rühren (daher auch im englischen die Bezeichnung "tear jerker" für traurige Filme) und bei ihnen negative Emotionen wie Trauer und Melancholie hervorrufen. Weiterhin zeichnen sich viele als traurig angesehene Filme durch ein trauriges Ende aus.
In ihrer Arbeit hebt Ines Vogel hervor, dass traurige Emotionen beim Publikum nicht als alleiniges Definitionskriterium für traurige Filme ausreichen, da ein Film, den eine Person als traurig ansieht, von einer anderen Person als kitschig oder lächerlich empfunden werden kann. Zudem können nicht nur traurige Filme ihr Publikum emotional bewegen, sondern auch Filme anderer Genres, die einzelne traurige Szenen enthalten. Daraus leitet sich die Notwendigkeit dafür ab, bei der Einstufung von Filmen als traurig nicht nur auf die Emotionen, die sie evozieren können, zu achten, sondern auch auf ihre inhaltliche Merkmale.
Schwere Schicksalsschläge und Verlust durch Trennung, Abschied oder Tod, die die von den Zuschauern im Laufe des Films liebgewonnene Hauptfigur ertragen muss, sind kennzeichnend für traurige Filme. Weiterhin lassen sich traurige in folgende inhaltliche Kategorien einordnen, die die Beispiele in Klammern veranschaulichen sollen.
- Tragisches Ende einer Liebe aufgrund von Tod oder sonstigen unglücklichen Umständen (Der englische Patient, Titanic).
- Die Geschichte einer Freundschaft zwischen zwei Filmfiguren, (die sich auch erst während des Filmes entwickeln kann und) durch Krankheit, Unfall oder weitere Unglücke endet oder nur deshalb weiterbesteht, weil eine Figur alles daran setzt und Gefahren in Kauf nimmt, um die Freundschaft zu erhalten (Freunde bis in den Tod, Das Beste kommt zum Schluss).
- Die Hauptfigur ist durch eine psychische (Rain Man), physische Erkrankung (Philadelphia) oder durch eine (Kriegs-)Verletzung (Geboren am 4. Juli) eingeschränkt.
- Der Film erzählt die Leidensgeschichte einer (meist weiblichen) Hauptfigur in einer von Männern dominierten Welt (Die Farbe Lila).
- Die Hauptfigur erleidet eine große Ungerechtigkeit, etwa in dem sie fälschlicher- und ungerechterweise für ein Verbrechen bestraft wird (The Green Mile).